# Chaeta

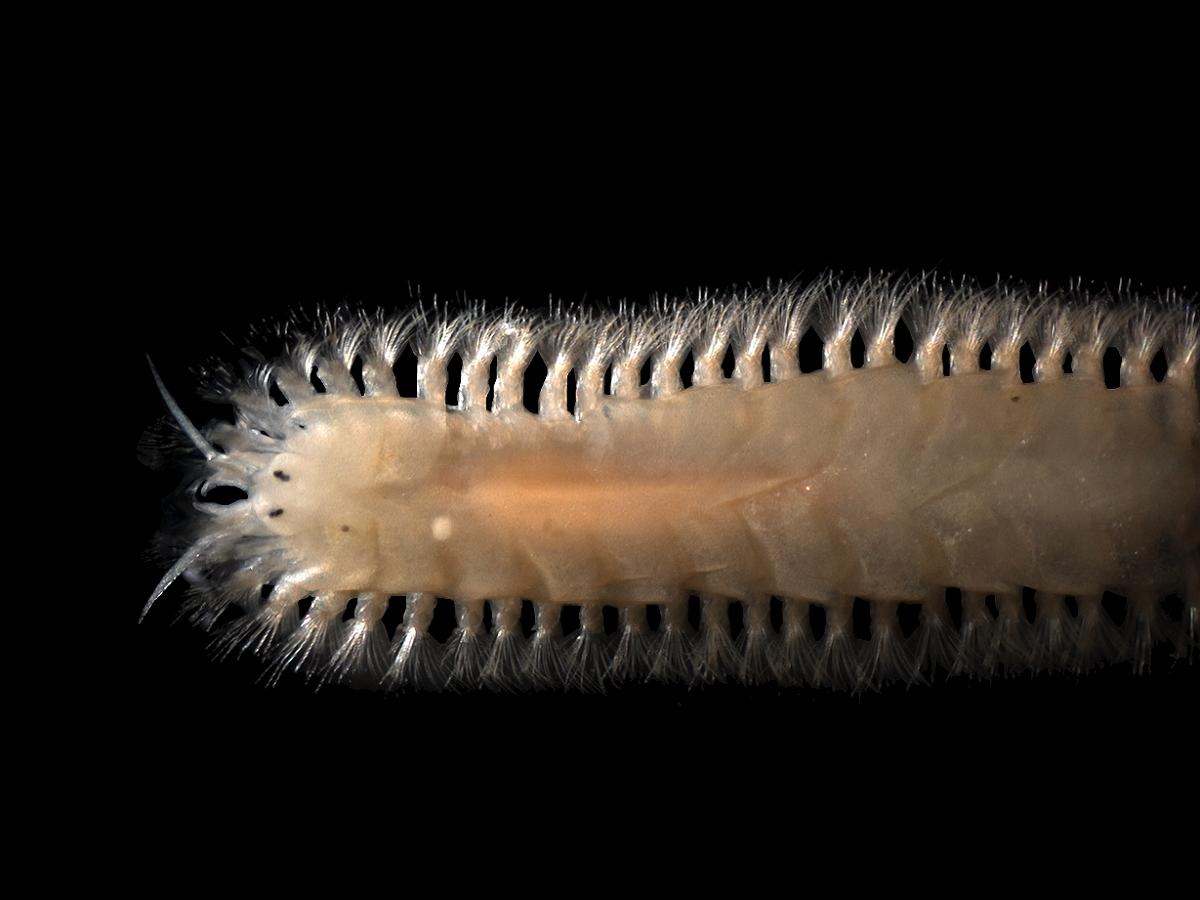
De borstelworm Sthenelais boa met duidelijk zichtbare chaetae

Een chaeta (meervoud: chaetae) is een kleine, borstelachtige structuur op de parapodia van ringwormen. Ze ontstaan uit aparte epidermale cellen. Vroeger werden deze haren setae genaamd, maar om de verwarring met de niet homologe structuren bij geleedpotigen te voorkomen is chaeta tegenwoordig de te gebruiken benaming.
Chaetae komen ook voor bij de aan de ringwormen verwante Echiura, baardwormen en Vestimentifera.